# Whittle Glacier
Whittle Glacier är en glaciär i Antarktis. Den ligger i Östantarktis. Australien gör anspråk på området. Whittle Glacier ligger 87 meter över havet.
Terrängen runt Whittle Glacier är platt åt nordost, men åt sydväst är den kuperad. Trakten är obefolkad. Det finns inga samhällen i närheten.